# France 4
France 4 is een nationale openbare televisiezender van Frankrijk die in 1996 werd opgericht onder de naam Festival. In 2005 werd de naam veranderd in France 4. De zender is eigendom van France Télévisions en is vooral gericht op amusement.